# Mistrovství světa juniorů v ledním hokeji 2011
Mistrovství světa juniorů v ledním hokeji 2011 se konalo od 26. prosince 2010 do 5. ledna 2011 v americkém Buffalu.

## Stadiony
| Buffalo                               | Niagara                               |
| ------------------------------------- | ------------------------------------- |
| HSBC Arena Kapacita: 18 690 21 zápasů | Dwyer Arena Kapacita: 2 100 10 zápasů |
|                                       |                                       |

## Herní systém
Ve dvou základních skupinách hrálo vždy pět týmů každý s každým. Vítězství se počítalo za tři body, v případě nerozhodného výsledku si oba týmy připsaly bod a následovalo 5 min. prodloužení a samostatné nájezdy. Tato kritéria rozhodovala o držiteli bonusového bodu.
Vítězové základních skupin postoupily přímo do semifinále, druhý a třetí tým ze skupiny sehrály čtvrtfinálový zápas. Čtvrté a páté týmy z obou skupin se utkají ve skupině o udržení, ze které sestoupí dva týmy. Také se hrály zápasy o páté a třetí místo, ve kterých se střetli poražení z play-off.
V play-off se v případě nerozhodného výsledku prodlužovalo na deset minut, případně následovala trestná střílení.

## Základní skupiny

### Skupina A
| Tým          | Z | V | VP | PP | P | VG | IG | B  |
| ------------ | - | - | -- | -- | - | -- | -- | -- |
| 1. USA       | 4 | 3 | 1  | 0  | 0 | 15 | 4  | 11 |
| 2. Finsko    | 4 | 3 | 0  | 1  | 0 | 17 | 4  | 10 |
| 3. Švýcarsko | 4 | 2 | 0  | 0  | 2 | 11 | 13 | 6  |
| 4. Slovensko | 4 | 0 | 1  | 0  | 3 | 7  | 19 | 2  |
| 5. Německo   | 4 | 0 | 0  | 1  | 3 | 5  | 15 | 1  |

Zápasy
| 26. prosince 2010 | Německo | 3-4 (0:4, 1:0, 2:0) | Švýcarsko | Buffalo Návštěva: 13 629 |
|                   | Německo |                     | Švýcarsko |                          |

| Souhrn zápasu zpráva | Souhrn zápasu zpráva                                                                      | Souhrn zápasu zpráva | Souhrn zápasu zpráva                                                                                 | Souhrn zápasu zpráva |
| -------------------- | ----------------------------------------------------------------------------------------- | -------------------- | --- | -------------------- |
|                      | 25. Noebels (Plachta, Bittner) 51. Plachta (Hufner, Hofflin) 56. Mapes (Hauner, Orendorz) |                      | 5. Pestoni (Hofmann) 10. Niederreiter 10. Loeffel (Niederreiter) 14. Camperchioli (Pestoni, Hofmann) |                      |

| 26. prosince 2010 | Finsko | 2-3 pr. (0:1, 1:1, 1:0 - 0:1) | USA | Buffalo Návštěva: 14 093 |
|                   | Finsko |                               | USA |                          |

| Souhrn zápasu zpráva | Souhrn zápasu zpráva                                   | Souhrn zápasu zpráva | Souhrn zápasu zpráva                                 | Souhrn zápasu zpráva |
| -------------------- | ------------------------------------------------------ | -------------------- | ---------------------------------------------------- | -------------------- |
|                      | 34. Nattinen (Rajala) 53. Pakarinen (Haula, Pulkkinen) |                      | 19. Faulk (Merrill, Kreider) 36. Zucker 64. Bjugstad |                      |

| 27. prosince 2010 | Německo | 1:2 pr. (0:0, 1:1, 0:0 - 0:1) | Slovensko | Buffalo Návštěva: 12 942 |
|                   | Německo |                               | Slovensko |                          |

| Souhrn zápasu zpráva | Souhrn zápasu zpráva | Souhrn zápasu zpráva | Souhrn zápasu zpráva                                          | Souhrn zápasu zpráva |
| -------------------- | -------------------- | -------------------- | ------------------------------------------------------------- | -------------------- |
|                      | 37. Hauner (Mapes)   |                      | 21. Pánik (Jánošík, M. Preisinger) 64. Hrivík (Pánik, Kudrna) |                      |

| 28. prosince 2010 | Švýcarsko | 0-4 (0:1, 0:1, 0:2) | Finsko | Buffalo Návštěva: 13 518 |
|                   | Švýcarsko |                     | Finsko |                          |

| Souhrn zápasu zpráva | Souhrn zápasu zpráva | Souhrn zápasu zpráva | Souhrn zápasu zpráva | Souhrn zápasu zpráva |
| -------------------- | -------------------- | -------------------- | --- | -------------------- |
|                      |                      |                      | 20. Nattinen (Rajala, Jokipakka) 25. Turtiainen (Jokipakka, Donskoi) 45. Pulkkinen (Haula) 48. Junttila (Tuominen, Donskoi) |                      |

| 28. prosince 2010 | USA | 6-1 (2:0, 4:1, 0:0) | Slovensko | Buffalo Návštěva: 12 750 |
|                   | USA |                     | Slovensko |                          |

| Souhrn zápasu zpráva | Souhrn zápasu zpráva | Souhrn zápasu zpráva | Souhrn zápasu zpráva | Souhrn zápasu zpráva |
| -------------------- | --- | -------------------- | -------------------- | -------------------- |
|                      | 5. Palmieri (Coyle, Kreider) 9. Palmieri (Merrill, C. Coyle) 24. Coyle (Faulk, Palmieri) 32. Brown (Dumoulin, Leddy) 34. Shore 37. Etem (Bjugstad Bourque) |                      | 33. Jurčo (Majdan)   |                      |

| 29. prosince 2010 | Finsko | 5-1 (1:0, 3:0, 1:1) | Německo | Buffalo Návštěva: 14 362 |
|                   | Finsko |                     | Německo |                          |

| Souhrn zápasu zpráva | Souhrn zápasu zpráva | Souhrn zápasu zpráva | Souhrn zápasu zpráva | Souhrn zápasu zpráva |
| -------------------- | --- | -------------------- | -------------------- | -------------------- |
|                      | 16. Armia (Kivisto, Rajala) 27. Salomäki (Donskoi, Junttila) 34. Donskoi (Junttila) 36. Virtanen (Pulkkinen) 57. Haula (Pulkkinen, Vatanen) |                      | 44. Rieder (Nöbels)  |                      |

| 30. prosince 2010 | Švýcarsko | 6-4 (3:1, 1:1, 2:2) | Slovensko | Buffalo Návštěva: 12 731 |
|                   | Švýcarsko |                     | Slovensko |                          |

| Souhrn zápasu zpráva | Souhrn zápasu zpráva | Souhrn zápasu zpráva | Souhrn zápasu zpráva                                                                                  | Souhrn zápasu zpráva |
| -------------------- | --- | -------------------- | --- | -------------------- |
|                      | 9. Hofmann (Steiner, Vermin) 12. Schlumpf (Trutmann) 19. Bartschi (Trutmann, Pestoni) 31. Niederreiter 55. Walser (Herren, Engler) 60. Pestoni |                      | 10. Šišovský (Vandas) 22. Hrivík (Vandas, Šťastný) 46. Šťastný (Vandas) 53. Pánik (Jaborník, Jánošík) |                      |

| 30. prosince 2010 | Německo | 0-4 (0:2, 0:2, 0:0) | USA | Buffalo Návštěva: 15 276 |
|                   | Německo |                     | USA |                          |

| Souhrn zápasu zpráva | Souhrn zápasu zpráva | Souhrn zápasu zpráva | Souhrn zápasu zpráva                                                                          | Souhrn zápasu zpráva |
| -------------------- | -------------------- | -------------------- | --------------------------------------------------------------------------------------------- | -------------------- |
|                      |                      |                      | 13. Coyle (Merrill) 14. D'Amigo 28. Merrill (Bjugstad, Bourque) 34. Kreider (Palmieri, Coyle) |                      |

| 31. prosince 2010 | Slovensko | 0-6 (0:3, 0:3, 0:0) | Finsko | Buffalo Návštěva: 13 371 |
|                   | Slovensko |                     | Finsko |                          |

| Souhrn zápasu zpráva | Souhrn zápasu zpráva | Souhrn zápasu zpráva | Souhrn zápasu zpráva | Souhrn zápasu zpráva |
| -------------------- | -------------------- | -------------------- | --- | -------------------- |
|                      |                      |                      | 2. Salomäki (Junttila) 7. Jokipakka (Rajala, Virtanen) 11. Haula (Vatanen, Pulkkinen) 27. Donskoi (Pulkkinen, Armia) 29. Haula 38. Virkkunen (Tallberg, Turtiainen) |                      |

| 31. prosince 2010 | USA | 2-1 (1:1, 1:0, 0:0) | Švýcarsko | Buffalo Návštěva: 13 417 |
|                   | USA |                     | Švýcarsko |                          |

| Souhrn zápasu zpráva | Souhrn zápasu zpráva                                      | Souhrn zápasu zpráva | Souhrn zápasu zpráva           | Souhrn zápasu zpráva |
| -------------------- | --------------------------------------------------------- | -------------------- | ------------------------------ | -------------------- |
|                      | 11. Kreider (Coyle, Faulk) 34. Callahan (D'Amigo, Nelson) |                      | 8. Pestoni (Hofmann, Trutmann) |                      |

### Skupina B
| Tým        | Z | V | VP | PP | P | VG | IG | B  |
| ---------- | - | - | -- | -- | - | -- | -- | -- |
| 1. Švédsko | 4 | 3 | 1  | 0  | 0 | 21 | 9  | 11 |
| 2. Kanada  | 4 | 3 | 0  | 1  | 0 | 28 | 12 | 10 |
| 3. Rusko   | 4 | 2 | 0  | 0  | 2 | 19 | 13 | 6  |
| 4. Česko   | 4 | 1 | 0  | 0  | 3 | 10 | 21 | 3  |
| 5. Norsko  | 4 | 0 | 0  | 0  | 4 | 4  | 27 | 0  |

| 26. prosince 2010 | Rusko | 3-6 (1:1, 2:2, 0:3) | Kanada | Buffalo Návštěva:18 690 |
|                   | Rusko |                     | Kanada |                         |

| Souhrn zápasu zpráva | Souhrn zápasu zpráva                                                                          | Souhrn zápasu zpráva | Souhrn zápasu zpráva | Souhrn zápasu zpráva |
| -------------------- | --------------------------------------------------------------------------------------------- | -------------------- | --- | -------------------- |
|                      | 4. Kicyn (Juryčev, Orlov) 32. Dvurečenskij (Voronin, Orlov) 37. Sobčenko (Tarasenko, Juryčev) |                      | 18. Foligno (Leblanc, de Haan) 31. Ellis 36. Gudbranson (Howden, Couturier) 44. Johansen (Schwartz) 47. Schenn (Kassian, Schwartz) 60. Hamilton (Schenn) |                      |

| 26. prosince 2010 | Norsko | 1-7 (0:2, 0:2, 1:3) | Švédsko | Niagara Návštěva: 1 320 |
|                   | Norsko |                     | Švédsko |                         |

| Souhrn zápasu zpráva | Souhrn zápasu zpráva             | Souhrn zápasu zpráva | Souhrn zápasu zpráva | Souhrn zápasu zpráva |
| -------------------- | -------------------------------- | -------------------- | --- | -------------------- |
|                      | 53. Borresen (Brekke, Skaarberg) |                      | 1. J. Klingberg (Wannstrom, Dahlbeck) 6. Wannstrom (Lindberg) 25. Cehlin (Erixon) 40. Cehlin (Landeskog, Lander) 41. Erixon (J. Klingberg, Fasth) 43. Landeskog (Cehlin, Lander) 58. C. Klingberg (J. Larsson, Styrman) |                      |

| 27. prosince 2010 | Česko | 2-0 (0:0, 1:0, 1:0) | Norsko | Niagara Návštěva: 1 381 |
|                   | Česko |                     | Norsko |                         |

| Souhrn zápasu zpráva | Souhrn zápasu zpráva                 | Souhrn zápasu zpráva | Souhrn zápasu zpráva | Souhrn zápasu zpráva |
| -------------------- | ------------------------------------ | -------------------- | -------------------- | -------------------- |
|                      | 34. Rachůnek (Honejsek) 45. Honejsek |                      |                      |                      |

| 28. prosince 2010 | Kanada | 7-2 (2:1, 3:0, 2:0) | Česko | Buffalo Návštěva: 17 919 |
|                   | Kanada |                     | Česko |                          |

| Souhrn zápasu zpráva | Souhrn zápasu zpráva | Souhrn zápasu zpráva | Souhrn zápasu zpráva             | Souhrn zápasu zpráva |
| -------------------- | --- | -------------------- | -------------------------------- | -------------------- |
|                      | 15. Schenn (Johansen, Ellis) 17. Schwartz (Schenn, Ellis) 30. Leblanc (Schenn) 34. Ellis (Schenn, Ashton) 40. Eakin (Cizikas, Gudbranson) 50. Barrie (Schenn, Ellis) 50. Cowen (Barrie, Leblanc) |                      | 1. Honejsek 56. Jeřábek (Pláněk) |                      |

| 28. prosince 2010 | Švédsko | 2-0 (2:0, 0:0, 0:0) | Rusko | Niagara Návštěva: 1 400 |
|                   | Švédsko |                     | Rusko |                         |

| Souhrn zápasu zpráva | Souhrn zápasu zpráva                              | Souhrn zápasu zpráva | Souhrn zápasu zpráva | Souhrn zápasu zpráva |
| -------------------- | ------------------------------------------------- | -------------------- | -------------------- | -------------------- |
|                      | 11. Lander (Styrman, Cehlin) 15. Fasth (Järnkrok) |                      |                      |                      |

| 29. prosince 2010 | Norsko | 1-10 (1:6, 0:1, 0:3) | Kanada | Buffalo Návštěva: 17 061 |
|                   | Norsko |                      | Kanada |                          |

| Souhrn zápasu zpráva | Souhrn zápasu zpráva | Souhrn zápasu zpráva | Souhrn zápasu zpráva | Souhrn zápasu zpráva |
| -------------------- | -------------------- | -------------------- | --- | -------------------- |
|                      | 14. Juell            |                      | 3. Cizikas (Connolly) 5. Schenn (Johansen, Olsen) 11. Gudbranson (Schenn, Ellis) 14. Leblanc (Foligno) 15. Schenn (Howden, Gudbranson) 18. Leblanc (Foligno) 21. Schenn (Howden, Ellis) 57. Schenn (Barrie) 58. Couturier (Connolly, Despres) 60. Gubranson (Johansen, Ellis) |                      |

| 30. prosince 2010 | Švédsko | 6-3 (3:1, 2:2, 1:0) | Česko | Niagara Návštěva: 1 388 |
|                   | Švédsko |                     | Česko |                         |

| Souhrn zápasu zpráva | Souhrn zápasu zpráva | Souhrn zápasu zpráva | Souhrn zápasu zpráva                                                         | Souhrn zápasu zpráva |
| -------------------- | --- | -------------------- | ---------------------------------------------------------------------------- | -------------------- |
|                      | 6. J. Larsson (Sundström, Jarnkrok) 16. Friberg (Rakell, Lander) 18. Fasth (A. Larsson) 25. Wannstrom (Dahlbeck, Lindberg) 26. Fasth (Jarnkrok, J. Larsson) 46. Jarnkrok (Thornberg) |                      | 4. Hlinka (Orsava, Holík) 29. Frk (Culek, Jeřábek) 35. Frk (Jeřábek, Straka) |                      |

| 30. prosince 2010 | Rusko | 8-2 (2:2, 1:0, 5:0) | Norsko | Niagara Návštěva: 1 382 |
|                   | Rusko |                     | Norsko |                         |

| Souhrn zápasu zpráva | Souhrn zápasu zpráva | Souhrn zápasu zpráva | Souhrn zápasu zpráva                     | Souhrn zápasu zpráva |
| -------------------- | --- | -------------------- | ---------------------------------------- | -------------------- |
|                      | 7. Dvurečenskij (Voronin, Pivcakin) 13. Sobčenko (Orlov, Juryčev) 25. Tarasenko (Berďjukov, Valjujskij) 41. Sobčenko (Tarasenko, Orlov) 49. Kicyn (Kuzněcov, Orlov) 52. Sergejev (Berezin) 56. Kuzněcov (Dvurečenskij, Ignatovič) 56. Voronin (Dvurečenskij, Berďukov) |                      | 12. Weberg 16. Oppøyen (Olsen, Andersen) |                      |

| 31. prosince 2010 | Kanada | 5-6 SN (3:2, 1:2, 1:1 - 0:0) | Švédsko | Buffalo Návštěva: 17 761 |
|                   | Kanada |                              | Švédsko |                          |

| Souhrn zápasu zpráva | Souhrn zápasu zpráva | Souhrn zápasu zpráva | Souhrn zápasu zpráva | Souhrn zápasu zpráva |
| -------------------- | --- | -------------------- | --- | -------------------- |
|                      | 1. Couturier 16. Howden (Johansen, de Haan) 20. Hamilton (Johansen) 25. Hamilton (Schenn, Després) 44. Schenn (Johansen, de Haan) |                      | 3. Friberg (Rakell) 15. C. Klingberg (Wännström) 21. C. Klingberg 23. Thörnberg (Nemeth) 52. Cehlin (Erixon, Styrman) rozh. n. Lindberg |                      |

| 31. prosince 2010 | Česko | 3-8 (1:4, 1:4, 1:0) | Rusko | Niagara Návštěva: 1 400 |
|                   | Česko |                     | Rusko |                         |

| Souhrn zápasu zpráva | Souhrn zápasu zpráva                                                          | Souhrn zápasu zpráva | Souhrn zápasu zpráva | Souhrn zápasu zpráva |
| -------------------- | ----------------------------------------------------------------------------- | -------------------- | --- | -------------------- |
|                      | 2. Orsava (Hlinka, Holík) 23. P. Straka (Nestrašil, Jeřábek) 52. Hlinka (Frk) |                      | 3. Orlov (Tarasenko, Sobčenko) 7. Kuzněcov (Burdasov, Dvurečenskij) 9. Golubjev (Tarasenko, Panarin) 11. Tarasenko (Orlov, Sobčenko) 25. Berďukov (Kicyn) 27. Sobčenko (Tarasenko, Orlov) 31. Bočarov (Panarin) 31. Kycin (Kuzněcov) |                      |

## Skupina o udržení
| Tým          | Z | V | VP | PP | P | VG | IG | B |
| ------------ | - | - | -- | -- | - | -- | -- | - |
| 7. Česko     | 3 | 3 | 0  | 0  | 0 | 10 | 4  | 9 |
| 8. Slovensko | 3 | 1 | 1  | 0  | 1 | 9  | 6  | 5 |
| 9. Norsko    | 3 | 1 | 0  | 0  | 2 | 3  | 8  | 3 |
| 10. Německo  | 3 | 0 | 0  | 1  | 2 | 4  | 8  | 1 |

Poznámka: Zápasy  Norsko 0:2  Česko a  Slovensko 2:1 pr.  Německo se započítávaly ze základní skupiny.
Zápasy
| 2. ledna 2011 | Slovensko | 5-0 (2:0, 0:0, 3:0) | Norsko | Niagara Návštěva: 1 189 |
|               | Slovensko |                     | Norsko |                         |

| Souhrn zápasu zpráva | Souhrn zápasu zpráva                                                                                         | Souhrn zápasu zpráva | Souhrn zápasu zpráva | Souhrn zápasu zpráva |
| -------------------- | --- | -------------------- | -------------------- | -------------------- |
|                      | 13. Pánik (Preisinger, Jánošík) 14. Pánik (Bortňák, Jánošík) 52. Majdan (Pánik, Bortňák) 54. Pánik 56. Pánik |                      |                      |                      |

| 2. ledna 2011 | Česko | 3-2 (0:0, 1:1, 2:1) | Německo | Niagara Návštěva: 1 171 |
|               | Česko |                     | Německo |                         |

| Souhrn zápasu zpráva | Souhrn zápasu zpráva                                                       | Souhrn zápasu zpráva | Souhrn zápasu zpráva                          | Souhrn zápasu zpráva |
| -------------------- | -------------------------------------------------------------------------- | -------------------- | --------------------------------------------- | -------------------- |
|                      | 29. Hlinka (Jeřábek, Frk) 51. Palát (R. Horák, Jeřábek) 59. Palát (Straka) |                      | 23. Hauner (Brandl, Ohmann) 47. Mochel (Keil) |                      |

| 4. ledna 2011 | Norsko | 3-1 (1:0, 0:1, 2:0) | Německo | Niagara Návštěva: 1 108 |
|               | Norsko |                     | Německo |                         |

| Souhrn zápasu zpráva | Souhrn zápasu zpráva                               | Souhrn zápasu zpráva | Souhrn zápasu zpráva           | Souhrn zápasu zpráva |
| -------------------- | -------------------------------------------------- | -------------------- | ------------------------------ | -------------------- |
|                      | 2. Weberg 49. Hollstedt 60. Roste Fossen (Oppoyen) |                      | 23. Kühnhackl (Rieder, Hufner) |                      |

| 4. ledna 2011 | Česko | 5-2 (2:0, 3:2, 0:0) | Slovensko | Niagara Návštěva: 1 080 |
|               | Česko |                     | Slovensko |                         |

| Souhrn zápasu zpráva | Souhrn zápasu zpráva | Souhrn zápasu zpráva | Souhrn zápasu zpráva                     | Souhrn zápasu zpráva |
| -------------------- | --- | -------------------- | ---------------------------------------- | -------------------- |
|                      | 17. Holík (Palát, Jeřábek) 20. Culek (Tůma) 21. Rachůnek (Frk, Honejsek) 21. Nestrašil (Orsava) 35. Frk (Jeřábek, Nestrašil) |                      | 24. Pánik (Riečický) 39. Pánik (Jánošík) |                      |

## Play off

### Čtvrtfinále
| 2. ledna 2011 | Kanada | 4-1 (1:1, 1:0, 2:0) | Švýcarsko | Buffalo Návštěva: 14 890 |
|               | Kanada |                     | Švýcarsko |                          |

| Souhrn zápasu zpráva | Souhrn zápasu zpráva                                                                               | Souhrn zápasu zpráva | Souhrn zápasu zpráva  | Souhrn zápasu zpráva |
| -------------------- | -------------------------------------------------------------------------------------------------- | -------------------- | --------------------- | -------------------- |
|                      | 16. Johansen (Schenn, Ellis) 38. Cizikas (Ashton, Després) 45. Leblanc (Eakin, Schenn) 59. Kassian |                      | 2. Pestoni (Bartschi) |                      |

| 2. ledna 2011 | Finsko | 3-4 (1:1, 1:0, 1:2 - 0:1) | Rusko | Buffalo Návštěva: 13 471 |
|               | Finsko |                           | Rusko |                          |

| Souhrn zápasu zpráva | Souhrn zápasu zpráva                                                                  | Souhrn zápasu zpráva | Souhrn zápasu zpráva                                                                                         | Souhrn zápasu zpráva |
| -------------------- | ------------------------------------------------------------------------------------- | -------------------- | --- | -------------------- |
|                      | 13. Pulkkinen (Pakarinen) 38. Junttila (Salomäki) 43. J. Donskoi (Pulkkinen, Vatanen) |                      | 11. Juryčev (Sobčenko, Tarasenko) 57. Kuzněcov (M. Kicyn) 59. Kicyn (Kuzněcov, Kalinin) 67. Kuzněcov (Kicyn) |                      |

### Semifinále
| 3. ledna 2011 | Švédsko | 3-4 SN (0:1, 2:1, 1:1 - 0:0) | Rusko | Buffalo Návštěva: 13 435 |
|               | Švédsko |                              | Rusko |                          |

| Souhrn zápasu zpráva | Souhrn zápasu zpráva                                                                        | Souhrn zápasu zpráva | Souhrn zápasu zpráva                                                                                   | Souhrn zápasu zpráva |
| -------------------- | ------------------------------------------------------------------------------------------- | -------------------- | --- | -------------------- |
|                      | 38. A. Larsson (Rakell, Thörnberg) 42. Järnkrok (Fasth, A. Larsson) 57. Cehlin (A. Larsson) |                      | 7. Tarasenko (Valjujskij) 28. Golubjev (Bočarov, Panarin) 59. Kalinin (Kicyn, Orlov) rozh. n. Golubjev |                      |

| 3. ledna 2011 | USA | 1-4 (0:1, 0:2, 1:1) | Kanada | Buffalo Návštěva: 18 690 |
|               | USA |                     | Kanada |                          |

| Souhrn zápasu zpráva | Souhrn zápasu zpráva     | Souhrn zápasu zpráva | Souhrn zápasu zpráva                                                                   | Souhrn zápasu zpráva |
| -------------------- | ------------------------ | -------------------- | -------------------------------------------------------------------------------------- | -------------------- |
|                      | 50. Brown (Morin, Leddy) |                      | 3. Hamilton (Eakin) 14. Howden (Connolly, Visentin) 26. Johansen 47. Kassian (De Haan) |                      |

### O 5. místo
| 4. ledna 2011 | Finsko | 2-3 SN (2:1, 0:1, 0:0 - 0:0) | Švýcarsko | Buffalo Návštěva: 14 052 |
|               | Finsko |                              | Švýcarsko |                          |

| Souhrn zápasu zpráva | Souhrn zápasu zpráva                                | Souhrn zápasu zpráva | Souhrn zápasu zpráva                                                 | Souhrn zápasu zpráva |
| -------------------- | --------------------------------------------------- | -------------------- | -------------------------------------------------------------------- | -------------------- |
|                      | 1. Pulkkinen (Haula, Pakarinen) 19.Haula (Tallberg) |                      | 3. Pestoni 26. Camperchioli (Niederreiter, Trutmann) rozh. n. Herren |                      |

### O 3. místo
| 5. ledna 2011 | Švédsko | 2-4 (0:0, 1:1, 1:3) | USA | Buffalo Návštěva: 16 104 |
|               | Švédsko |                     | USA |                          |

| Souhrn zápasu zpráva | Souhrn zápasu zpráva                                          | Souhrn zápasu zpráva | Souhrn zápasu zpráva                                                                                        | Souhrn zápasu zpráva |
| -------------------- | ------------------------------------------------------------- | -------------------- | --- | -------------------- |
|                      | 32. Lindberg (C. Klingberg, Wannstrom) 55. Fasth (A. Larsson) |                      | 34. Kreider (Brown, Merrill) 41. Shore (Faulk, Palmieri 52.Bjugstad (Leddy, Bourque) 59. Kreider (Palmieri) |                      |

### Finále
| 5. ledna 2011 | Kanada | 3-5 (2:0, 1:0, 0:5) | Rusko | Buffalo Návštěva: 18 690 |
|               | Kanada |                     | Rusko |                          |

| Souhrn zápasu zpráva | Souhrn zápasu zpráva                                                 | Souhrn zápasu zpráva | Souhrn zápasu zpráva | Souhrn zápasu zpráva |
| -------------------- | -------------------------------------------------------------------- | -------------------- | --- | -------------------- |
|                      | 5. Ellis (Schenn, de Haan) 20. Ashton (Leblanc) 27. Schenn (Foligno) |                      | 43. Panarin (Golubjev, Berezin) 43. M. Kicyn (Kuzněcov, Kalinin) 48. Tarasenko (Kuzněcov) 56. Panarin (Tarasenko, Golubjev) 59. Dvurečenskij (Kuzněcov) |                      |

## Statistiky

### Tabulka produktivity
| Poř. | Hráč               | Stát      | Z | G | A  | B  | +/− | TM | Pozice |
| ---- | ------------------ | --------- | - | - | -- | -- | --- | -- | ------ |
| 1    | Brayden Schenn     | Kanada    | 7 | 8 | 10 | 18 | +10 | 0  | Ú      |
| 2    | Vladimir Tarasenko | Rusko     | 7 | 4 | 7  | 11 | +8  | 2  | Ú      |
| 8    | Ryan Johansen      | Kanada    | 7 | 3 | 6  | 9  | +4  | 2  | Ú      |
| 7    | Teemu Pulkkinen    | Finsko    | 6 | 3 | 6  | 9  | +2  | 6  | Ú      |
| 5    | Richard Pánik      | Slovensko | 6 | 7 | 2  | 9  | +1  | 12 | Ú      |
| 4    | Ryan Ellis         | Kanada    | 7 | 3 | 7  | 10 | +2  | 2  | O      |
| 9    | Dmitrij Orlov      | Rusko     | 7 | 1 | 8  | 9  | +10 | 6  | O      |
| 6    | Maxim Kicyn        | Rusko     | 7 | 5 | 4  | 9  | +7  | 0  | Ú      |
| 2    | Jevgenij Kuzněcov  | Rusko     | 7 | 4 | 7  | 11 | +7  | 4  | Ú      |
| 10   | Jakub Jeřábek      | Česko     | 6 | 1 | 7  | 8  | +1  | 4  | O      |

### Úspěšnost brankářů
(odchytáno minimálně 40% minut svého týmu)
| Poř. | Hráč           | Země    | Min.   | IG | Pr. G/Z | % úsp. zák. | Čistá konta |
| ---- | -------------- | ------- | ------ | -- | ------- | ----------- | ----------- |
| 1    | Mark Visentin  | Kanada  | 180:00 | 2  | 1.00    | 96.10       | 0           |
| 2    | Jack Campbell  | USA     | 293:35 | 8  | 1.63    | 93.98       | 0           |
| 3    | Joni Ortio     | Finsko  | 354:52 | 11 | 1.86    | 93.12       | 1           |
| 4    | Niklas Treutle | Německo | 186:04 | 7  | 2.26    | 93.00       | 0           |
| 5    | Dmitrij Šikin  | Rusko   | 315:44 | 13 | 2.47    | 92.86       | 0           |

### Turnajová ocenění
|                            | Brankář       | Obránce    | Obránce       | Útočníci                             | Útočníci                             | Útočníci                             |
| -------------------------- | ------------- | ---------- | ------------- | ------------------------------------ | ------------------------------------ | ------------------------------------ |
| Ceny direktoriátu IIHF     | Jack Campbell | Ryan Ellis | Ryan Ellis    | Brayden Schenn (Nejužitečnější hráč) | Brayden Schenn (Nejužitečnější hráč) | Brayden Schenn (Nejužitečnější hráč) |
| All-Star Tým (podle médií) | Jack Campbell | Ryan Ellis | Dmitrij Orlov | Brayden Schenn                       | Ryan Johansen                        | Jevgenij Kuzněcov                    |

## Soupisky
| Umístění  | Mužstvo   | Hráči |
| --------- | --------- | --- |
| 1. místo  | Rusko     | Brankáři: Dmitrij Šikin, Igor Bobkov Obránci: Nikita Zajcev, Nikita Pivcakin, Maxim Berezin, Georgij Berďjukov, Dmitrij Orlov, Jurij Uryčev, Maxim Ignatovič, Andrej Sergejev Útočníci: Anton Burdasov, Semjon Valjujskij, Vladimir Tarasenko, Maxim Kicyn, Daniil Sobčenko, Arťom Voronin, Nikita Dvurečenskij, Stanislav Bočarov, Sergej Kalinin, Jevgenij Kuzněcov, Artěmij Panarin, Denis Golubjev Trenér: Valerij Bragin Asistenti: Jurij Novikov a Jevgenij Koreškov    |
| 2. místo  | Kanada    | Brankáři: Mark Visentin, Olivier Roy Obránci: Jared Cowen, Simon Despres, Dylan Olsen, Erik Gudbranson, Ryan Ellis, Tyson Barrie, Calvin de Haan Útočníci: Sean Couturier, Jaden Schwartz, Zack Kassian, Brayden Schenn, Casey Cizikas, Quinton Howden, Curtis Hamilton, Marcus Foligno, Ryan Johansen, Louis Leblanc, Cody Eakin, Carter Ashton, Brett Connolly Trenér: Dave Cameron Asistenti: Andre Tourigny, Ryan Huska a George Burnett                                  |
| 3. místo  | USA       | Brankáři: Jack Campbell, Andy Iles Obránci: Brian Dumoulin, John Ramage, Nick Leddy, Derek Forbort, Jon Merrill, Patrick Wey, Justin Faulk Útočníci: Charlie Coyle, Brock Nelson, Jerry D'Amigo, Chris Brown, Jeremy Morin, Drew Shore, Jason Zucker, Ryan Bourque, Chris Kreider, Kyle Palmieri, Mitch Callahan, Emerson Etem, Nick Bjugstad Trenér: Keith Allain Asistenti: Mark Osiecki, Phil Housley a Joe Exter                                                          |
| 4. místo  | Švédsko   | Brankáři: Fredrik Petersson-Wentzel, Robin Lehner Obránci: Fredrik Styrman, Tim Erixon, Adam Larsson, Klas Dahlbeck, John Klingberg, Patrik Nemeth, Simon Bertilsson Útočníci: Johan Larsson, Johan Sundström, Max Friberg, Anton Lander, Carl Klingberg, Jesper Fasth, Calle Järnkrok, Sebastian Wännström, Gabriel Landeskog, Oscar Lindberg, Jesper Thornberg, Patrick Cehlin, Rickard Rakell Trenér: Roger Rönnberg Asistent: Robert Ohlsson                              |
| 5. místo  | Švýcarsko | Brankáři: Benjamin Conz, Remo Giovannini Obránci: Romain Loeffel, Nicholas Steiner, Luca Camperchioli, Dominik Schlumpf, Dario Trutmann, Samuel Guerra, Ramon Untersander Útočníci: Reto Schäppi, Tristan Scherwey, Gaëtan Haas, Gregory Hofmann, Sven Bärtschi, Inti Pestoni, Ryan McGregor, Renato Engler, Nino Niederreiter, Benjamin Antonietti, Samuel Walser, Joël Vermin, Yannick Herren Trenér: Richard Jost Asistenti: Sergio Soguel a Alex Reinhard                 |
| 6. místo  | Finsko    | Brankáři: Sami Aittokallio, Joni Ortio Obránci: Jyrki Jokipakka, Tommi Kivistö, Nico Manelius, Rasmus Rissanen, Sami Vatanen, Olli Määttä, Jesse Virtanen Útočníci: Teemu Pulkkinen, Erik Haula, Miikka Salomäki, Julius Junttila, Henri Tuominen, Iiro Pakarinen, Joel Armia, Valtteri Virkkunen, Teemu Tallberg, Toni Rajala, Joonas Donskoi, Jaakko Turtiainen, Joonas Nättinen Trenér: Lauri Marjamäki Asistent: Raimo Helminen                                           |
| 7. místo  | Česko     | Brankáři: Filip Novotný, Marek Mazanec Obránci: Oldřich Horák, Dalibor Řezníček, Petr Šenkeřík, Jakub Jeřábek, Martin Pláněk, Adam Sedlák, Bohumil Jank Útočníci: Martin Frk, Michal Hlinka, Tomáš Rachůnek, Andrej Nestrašil, Petr Holík, Ondřej Palát, Antonín Honejsek, Petr Straka, Roman Horák, Robin Soudek, David Tůma, Jakub Orsava, Jakub Culek Trenér: Miroslav Přerost Asistenti: Terry Christensen a Jiří Fischer                                                 |
| 8. místo  | Slovensko | Brankáři: Juraj Hollý, Dominik Riečický Obránci: Adam Jánošík, Lukáš Kozák, Peter Trška, Peter Hraško, Martin Marinčin, Henrich Jaborník, Peter Čerešňák Útočníci: Peter Šišovský, Juraj Majdan, Oliver Jokel, Tomáš Jurčo, Andrej Šťastný, Dominik Šimčák, Dalibor Bortňák, Michael Vandas, Tomáš Matoušek, Andrej Kudrna, Marek Hrivík, Richard Pánik, Miroslav Preisinger Trenér: Štefan Mikeš Asistenti: Miroslav Marcinko a František Kučera                             |
| 9. místo  | Norsko    | Brankáři: Steffen Søberg, Lars Volden Obránci: Nicolai Bryhnisveen, Tobias Skaarberg, Jens Ulrik Bacher, Kenneth Madsø, Adrian Danielsen, Daniel Bøen Rokseth, Robin Andersen Útočníci: Andreas Stene, Magnus Lindahl, Petter Røste Fossen, Rasmus Juell, Sondre Olden, Eirik Børresen, Michael Haga, Nicholas Weberg, Jonas Oppoyen, Mats Rosseli Olsen, Hans Kristian Hollstedt, Joacim Sundelius, Simen Brekke Trenér: Geir Hoff Asistenti: Pål Gulbrandsen a Jari Eriksen |
| 10. místo | Německo   | Brankáři: Niklas Treutle, Philipp Grubauer Obránci: Peter Lindlbauer, Benjamin Hüfner, Konrad Abeltshauser, Dominik Bittner, Corey Mapes, Jannik Woidtke, Dieter Orendorz Útočníci: Norman Hauner, Thomas Brandl, Tom Kühnhackl, Marcel Noebels, Tobias Rieder, Laurin Braun, Mirko Höfflin, Marcel Ohmann, Marc El-Sayed, Matthias Plachta, Bernhard Keil, Marius Mochel, Florian Engel Trenér: Ernst Höfner Asistenti: Klaus Merk a Uwe Krupp                               |

## I. divize
Skupina A se hrála od 13. do 19. prosince 2010 v Babrujsku v Bělorusku, skupina B od 12. do 18. prosince 2010 v Bledu ve Slovinsku.

### Skupina A
| Tým               | Z | V | VP | PP | P | VG | IG | B  |
| ----------------- | - | - | -- | -- | - | -- | -- | -- |
| 1. Lotyšsko       | 5 | 5 | 0  | 0  | 0 | 21 | 3  | 15 |
| 2. Bělorusko      | 5 | 4 | 0  | 0  | 1 | 18 | 9  | 12 |
| 3. Velká Británie | 5 | 3 | 0  | 0  | 2 | 12 | 10 | 9  |
| 4. Itálie         | 5 | 2 | 0  | 0  | 3 | 13 | 8  | 6  |
| 5. Japonsko       | 5 | 1 | 0  | 0  | 4 | 9  | 15 | 3  |
| 6. Ukrajina       | 5 | 0 | 0  | 0  | 5 | 4  | 32 | 0  |

| postup do elitní skupiny | sestup do II. divize |

### Skupina B
| Tým           | Z | V | VP | PP | P | VG | IG | B  |
| ------------- | - | - | -- | -- | - | -- | -- | -- |
| 1. Dánsko     | 5 | 4 | 0  | 0  | 1 | 35 | 14 | 12 |
| 2. Slovinsko  | 5 | 4 | 0  | 0  | 1 | 31 | 14 | 12 |
| 3. Rakousko   | 5 | 3 | 1  | 0  | 1 | 24 | 13 | 11 |
| 4. Kazachstán | 5 | 2 | 0  | 0  | 3 | 19 | 24 | 6  |
| 5. Chorvatsko | 5 | 1 | 0  | 1  | 3 | 16 | 35 | 4  |
| 6. Litva      | 5 | 0 | 0  | 0  | 5 | 10 | 35 | 0  |

| postup do elitní skupiny | sestup do II. divize |

## II. divize
Skupina A se hrála od 13. do 19. prosince 2010 v Tallinnu v Estonsku, skupina B ve stejných dnech v Miercureji Ciuci v Rumunsku.

### Skupina A
| Tým           | Z | V | VP | PP | P | VG | IG | B  |
| ------------- | - | - | -- | -- | - | -- | -- | -- |
| 1. Francie    | 5 | 5 | 0  | 0  | 0 | 49 | 5  | 15 |
| 2. Nizozemsko | 5 | 3 | 0  | 1  | 1 | 19 | 16 | 10 |
| 3. Španělsko  | 5 | 3 | 0  | 0  | 2 | 12 | 16 | 9  |
| 4. Belgie     | 5 | 1 | 1  | 0  | 3 | 17 | 34 | 5  |
| 5. Estonsko   | 5 | 1 | 0  | 0  | 4 | 16 | 29 | 3  |
| 6. Island     | 5 | 1 | 0  | 0  | 4 | 10 | 23 | 3  |

| Postup do I. divize | Sestup do III. divize |

### Skupina B
| Tým            | Z | V | VP | PP | P | VG | IG | B  |
| -------------- | - | - | -- | -- | - | -- | -- | -- |
| 1. Polsko      | 5 | 5 | 0  | 0  | 0 | 61 | 10 | 15 |
| 2. Maďarsko    | 5 | 4 | 0  | 0  | 1 | 50 | 16 | 12 |
| 3. Jižní Korea | 5 | 3 | 0  | 0  | 2 | 27 | 30 | 9  |
| 4. Rumunsko    | 5 | 2 | 0  | 0  | 3 | 16 | 24 | 6  |
| 5. Austrálie   | 5 | 1 | 0  | 0  | 4 | 21 | 39 | 3  |
| 6. Čína        | 5 | 0 | 0  | 0  | 5 | 10 | 66 | 0  |

| Postup do I. divize | Sestup do III. divize |

## III. divize
Turnaj se hrál od 9. do 18. ledna 2011 v Naucalpanu a Ciudad de México v Mexiku. První dva týmy postoupily do divize II.
| Tým              | Z | V | VP | PP | P | VG | IG | B  |
| ---------------- | - | - | -- | -- | - | -- | -- | -- |
| 1. Mexiko        | 6 | 6 | 0  | 0  | 0 | 39 | 9  | 18 |
| 2. Srbsko        | 6 | 5 | 0  | 0  | 1 | 56 | 8  | 15 |
| 3. Severní Korea | 6 | 4 | 0  | 0  | 2 | 37 | 22 | 12 |
| 4. Turecko       | 6 | 3 | 0  | 0  | 3 | 36 | 33 | 9  |
| 5. Nový Zéland   | 6 | 2 | 0  | 0  | 4 | 17 | 43 | 6  |
| 6. Bulharsko     | 6 | 0 | 1  | 0  | 5 | 13 | 52 | 2  |
| 7. Tchaj-wan     | 6 | 0 | 0  | 1  | 5 | 16 | 47 | 1  |

| Postup do II. divize |